# Dvor (Croazia)
Dvor  è un comune della Croazia di 5 742 abitanti della regione di Sisak e della Moslavina.

## Geografia

### Popolazione
- Donji Žirovac - 45
- Draga - 0
- Draškovac - 23
- Dvor - 1 425
- Gage - 68
- Glavičani - 19
- Golubovac Divuški - 85
- Gorička - 113
- Gornja Oraovica - 38
- Gornja Stupnica - 63
- Gornji Dobretin - 9
- Gornji Javoranj - 75
- Gornji Žirovac - 22
- Grabovica - 32
- Grmušani - 121
- Gvozdansko - 44
- Hrtić - 117
- Javnica - 55
- Javornik - 114
- Jovac - 25
- Kepčije - 78
- Kobiljak - 0
- Komora - 14
- Kosna - 35
- Kotarani - 3
- Kozibrod - 70
- Kuljani - 104
- Lotine - 42
- Ljeskovac - 60
- Ljubina - 100
- Majdan - 11
- Matijevići - 707
- Ostojići - 5
- Paukovac - 79
- Pedalj - 59
- Rogulje - 33
- Rudeži - 1
- Rujevac - 261
- Sočanica - 22
- Stanić Polje - 15
- Struga Banska - 117
- Šakanlije - 33
- Šegestin - 35
- Švrakarica - 53
- Trgovi - 102
- Udetin - 46
- Unčani - 193
- Vanići - 83
- Vrpolje Bansko - 67
- Volinja - 81
- Zakopa - 83
- Zamlača - 142
- Zrin - 0
- Zut - 1